# Amt Odervorland
L'Amt Odervorland è una comunità amministrativa tedesca, nel Land del Brandeburgo.

## Società

### Evoluzione demografica
- Sviluppo della popolazione dal 1875 entro gli attuali confini (Linea Blu: Popolazione; Linea puntata: Confronto dello sviluppo della popolazione dello stato del Brandenburgo; Sfondo grigio: Ai tempi del governo nazista; Sfondo rosso: Al tempo del governo comunista)
- Sviluppo recente della popolazione (Linea blu) e previsioni

| Anno | Abitanti |
| ---- | -------- |
| 1875 | 10 292   |
| 1890 | 10 080   |
| 1910 | 10 571   |
| 1925 | 11 270   |
| 1939 | 10 851   |
| 1950 | 14 007   |
| 1964 | 12 251   |

| Anno | Abitanti |
| ---- | -------- |
| 1971 | 12 384   |
| 1981 | 10 830   |
| 1985 | 10 424   |
| 1990 | 10 030   |
| 1995 | 10 010   |
| 2000 | 10 783   |
| 2005 | 10 742   |

| Anno | Abitanti |
| ---- | -------- |
| 2010 | 10 315   |
| 2015 | 10 141   |
| 2016 | 10 046   |
| 2017 | 10 109   |
| 2018 | 10 130   |
| 2019 | 10 231   |
| 2020 | 10 307   |

Fonti dei dati sono nel dettaglio nelle Wikimedia Commons..

## Suddivisione
Comprende 4 comuni:
- Berkenbrück
- Briesen (Mark)
- Jacobsdorf
- Steinhöfel

La sede amministrativa è posta a Briesen (Mark).